# Adolph Larsen
Adolph Alfred Larsen (født 27. november 1856 i København; død 2. oktober 1942 i Svejbæk) var en dansk tegner og landskabsmaler. Han var søn af farver Jens Larsen og Franzine Marie født Merkel.
Efter tiden i malerlære fortsatte han 1874-79 på Teknisk skole, 1879-81 på Kunstakademiet og 1885-90 på Zahrtmanns skole
Larsen udstillede 1886 sit første maleri.
1889 fik han Den Sødringske Opmuntringspræmie og 1893 den Neuhausenske Præmie for Det indre af en Skov med gamle Træer, der erhvervedes til Statens Museum for Kunst, hvilket også blev tilfældet med det i 1895 udstillede Vinteraften.

## Galleri
| - Værker af Adolph Larsen − efter år - En lille pige giver katten mælk, 1886 - Et gartneri, november 1887 - Landskab med stråtækt gård, i forgrunden høns, 1891 - Ålandskab med huse og træer i baggrunden, 1893 - Landskab med gamle træer, 1894 |

| - Sommerlandskab med en bugtet å, 1898 - Parti fra Frederiksberg Allé en vinterdag ved solnedgang med Frederiksberg Kirke, 1899 - Aftenstemning på Vesterbrogade med Frihedsstøtten, 1901 - Ved en Skovsø, 1901 - Villa Rolighed i Skodsborg, 1902 - Grøndalshuset, 1906 - Hjørnet af Frederiksberggade og Kattesundet, 1911 - Skovparti med en sø, tidlig sommer, 1912 - Landskab, 1918 - Landskab med får, 1918 - Morgen først i September ved Thor Sø, Silkeborgegnen, 1919 - Parti fra Silkeborgsøerne, 1919 - Optrækkende torden, 1920 - Et sølandskab, 1925 - Landskab med sø, 1928 - Skumringsstemning over dansk sommerlandskab, 1928 - Huse i et vinterlandskab ved skumringstid, 1929 - Sommerdag i Dyrehaven med udsigt til Peder Lieps hus, ukendt dato - Legende børn ved åløb i skoven, ukendt dato |